# EXistenZ
eXistenZ – kanadyjsko-brytyjski film fantastyczny z roku 1999, wyreżyserowany przez Davida Cronenberga.

## Obsada
- Jennifer Jason Leigh - Allegra Geller
- Jude Law - Ted Pikul
- Willem Dafoe - Gas
- Don McKellar - Yevgeny Nourish
- Ian Holm - Kiri Vinokur
- Christopher Eccleston - Levi
- Callum Keith Rennie - Hugo Carlaw
- Sarah Polley - Merle
- Oscar Hsu - Chinese Waiter
- Vik Sahay - Asystent
- Robert A. Silverman - D'Arcy Nader
- Kris Lemche - Noel Dichter
- Kirsten Johnson - Asystentka
- James Kirchner - Landry
- Stephanie Belding - Ochotniczka

## Opis fabuły
Głównym wątkiem filmu jest gra komputerowa o nazwie eXistenZ, podłączana poprzez bioporty do układu nerwowego człowieka. Bohaterowie testujący grę znajdują się w odczuwanych realnie, lecz fikcyjnych sytuacjach i scenariuszach, a zrozumienie, o co w tym wszystkim chodzi, jest tym bardziej utrudnione, że również wewnątrz gry podłączają się do następnych (żeby zrozumieć, po co się gra, trzeba zagrać). Im bardziej wciąga ich gra, tym większe mają kłopoty z odróżnieniem fikcji od rzeczywistości, a własnych motywów od odgrywanych ról. Dodatkowo dochodzi do konfliktu pomiędzy wytwórcami gier a przeciwnymi im "realistami", pod koniec filmu przeradzającego się w otwartą wojnę.